# Мужская рифма
Мужская рифма — разновидность рифмы, при которой ударение падает на последний слог рифмующихся слов.

Хлеб на полях не созрел, а пропал,

Сделался голод, народ умирал…
Василий Жуковский (перевод из Роберта Саути)

В русской поэтической традиции чаще используется в чередовании с женской рифмой, однако встречаются и стихотворения, построенные только на мужской рифме:

Сегодня дурной день:

Кузнечиков хор спит,

И сумрачных скал сень —

Мрачней гробовых плит.
Осип Мандельштам

Исключительно мужской рифмой написана поэма Лермонтова «Мцыри».

## Обозначение
Если у формы есть особый способ рифмовки, и важно указать, в каких строках мужская рифма, то используются строчные буквы. Так, для первого стихотворения рифмический рисунок — aa, а для второго — abab, в отличие от женских рифм, для указания которых используются прописные буквы.